# 비에노테로이데스
비에노테로이데스(Bienotheroides)는 쥐라기 초기 지금의 중국과 몽골에 살았던 키노돈트이다. 비에노테로이데스는 두개골 화석에서 알려진 4종을 포함하고 있다.